# コローニャ・ヴェーネタ
コローニャ・ヴェーネタ（伊: Cologna Veneta）は、イタリア共和国ヴェネト州ヴェローナ県にある、人口約8,400人の基礎自治体（コムーネ）。

## 地理

### 位置・広がり

#### 隣接コムーネ
隣接するコムーネは以下の通り。括弧内のVIはヴィチェンツァ県所属を示す。
- アジリアーノ・ヴェーネト (VI)
- ロニーゴ (VI)
- オルジャーノ (VI)
- ポイアーナ・マッジョーレ (VI)
- プレッサーナ
- ロヴェレード・ディ・グア
- ヴェロネッラ
- ジメッラ

### 気候分類・地震分類
気候分類では、zona E, 2432 GGに分類される。
また、イタリアの地震リスク階級 (it) では、zona 3 (sismicità bassa) に分類される。

## 行政

### 分離集落
コローニャ・ヴェーネタには、以下の分離集落（フラツィオーネ）がある。
- Baldaria, Sabbion, Sant'Andrea, Spessa, San Sebastiano